# Concepción Béistegui
Concepción Béistegui (Guanajuato, Guanajuato, 1820 —Ciudad de México 18 de febrero de 1870), fue una filántropa mexicana.

## Filántropa
Miembro de una familia distinguida, dispuso en su testamento: “Yo María Concepción Máxima Béistegui y García, católica por gracia de Dios y doncella por su benevolencia, teniendo sólo parientes ricos que no requieren de mi pecunio, lego mi alma a Dios y mis bienes a los pobres.”
Falleció el 18 de febrero de 1870. A los pocos días, se abrió su testamento. En su cláusula 13.ª dispuso que se fundara un hospital, a lo que atendieron sus albaceas “Luciana Béistegui, Juan Rodríguez de San Miguel, Mariano Yáñez y Francisco Azurmendi.”
Así, el hospital Concepción Béistegui abrió sus puertas en un inmueble que su propietaria le dejó: el edificio adjunto del 
ex convento Regina, fundado en el último tercio del siglo XVI por monjas concepcionistas, en el centro de la Ciudad de México. Las adaptaciones y mejoras costaron “217,111.58 pesos oro.” Su primer director fue el famoso doctor Joaquín Vértiz Berruecos, quien permaneció 42 años en su cargo.
El Hospital Concepción Béistegui fue inaugurado por el presidente Porfirio Díaz el 21 de marzo de 1886. Al día siguiente comenzó a prestar servicio al público. En la actualidad es la Fundación para Ancianos Concepción Béistegui I.A.P.